# Кенаса (Сімферополь)
Кена́са в Сімферо́полі — караїмська кенаса міста Сімферополь, в Центральному районі міста.
У 2014 році споруда була повернена караїмській громаді.

## Історія
До 80-х років XIX століття караїмська громада Сімферополя значно зміцніла, з'явилась можливість придбати нову ділянку землі та розпочати будівництво нової будівлі кенаси. У лютому 1889 року караїми Сімферополя звернулися до Таврійського губернатору з листом, в якому говорилося: «У Сімферополі немає спеціальної будівлі для караїмського молитовного будинку, воно поміщається в приватному будинку. Тепер ми маємо можливість придбати у Шишмана Абрама Йосиповича ділянку землі площею 160 квадратних сажнів за 1500 рублів. Просимо дозвіл на придбання цієї ділянки землі.»
Слідом за цим сімферопольський газзан Ісаак Султанський звернувся до гахам С. М. Панпулову з проханням дозволити збір коштів для спорудження нової будівлі кенаси. Дозвіл було отримано, проєкт складений, гроші зібрані.
До зведення нової кенаси приступили в травні 1891 року. Кенасу збудовано в 1896 році. Кенаса була освячена в неділю 25 серпня (6 вересня) 1896 року. На урочистій події в тому числі були присутні: губернський провідник дворянства Іванов, гахам С. М. Панпулов, газзан І. М. Султанський, представники християнського духовенства та рабин.
Сімферопольська кенаса мала цікаву відмінність від інших караїмських будинків молитви. Через особливості рельєфу вона була орієнтована не суворо на південь, у бік Єрусалиму, а на південний схід, радше як мусульманські мечеті у наших краях, що орієнтовані на Мекку.
На подвір'ї кенаси був влаштований фонтан для омовіння та сукка — альтанка, яку споряджали перед святкуванням Суккоту. Ані сукка, ані фонтан не пережили років радянської влади. Також на подвір'ї кенаси розташовувалася будівля мідраша.
5 березня 1930 року кенаса була закрита, а в самій будівлі розташувався караїмський клуб, який проіснував там до 1933 року.
У 1934—1935 роках кенаса була перебудована і частково позбавлена культового декору. З 1936 року в будівлі знаходилася редакція радіомовлення Кримського телерадіоцентру. Під час окупації 1941—1944 років в будівлі кенаси знаходився німецький штаб.
Після розпаду СРСР караїмська релігійна громада домагалася повернення сімферопольської кенаси. Розпорядженням окупаційної «Ради Міністрів Республіки Крим» від 15 липня 2014 року № 667-р будівлю кенаси було передано в безоплатне користування релігійної організації «Сімферопольська караїмська релігійна громада».
У 2016 році на кошти окупаційної Федеральної цільової програми почалася реставрація кенаси. Під час реставрації споруді не тільки не повернули автентичні елементи декору, а й демонтували ті, що збереглися після її перебудови 1930-х рр. — віконні ґрати й двері з зірками Давида. Не встановили й зірку Давида на фасаді, не були відновлені втрачені за радянських часів куполи на даху.

## Галерея

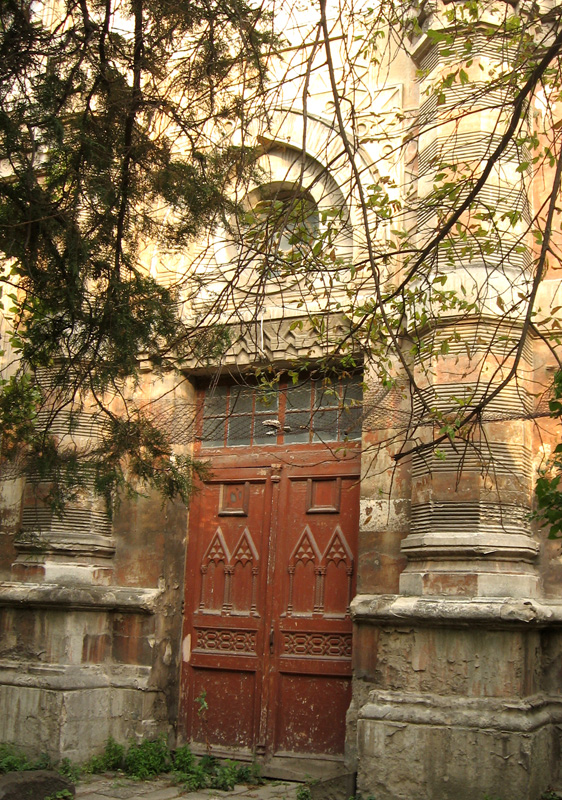
2007
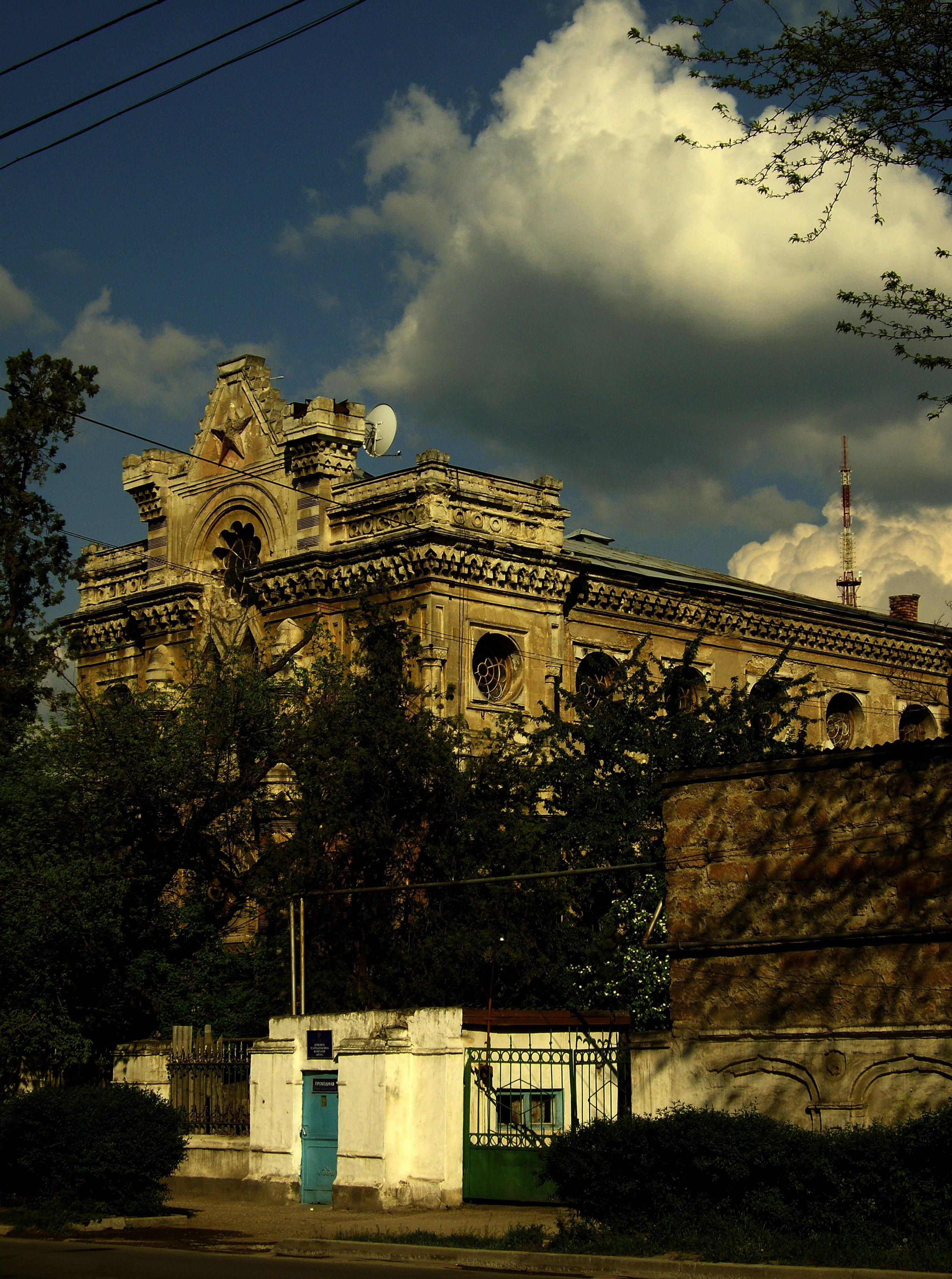
2013
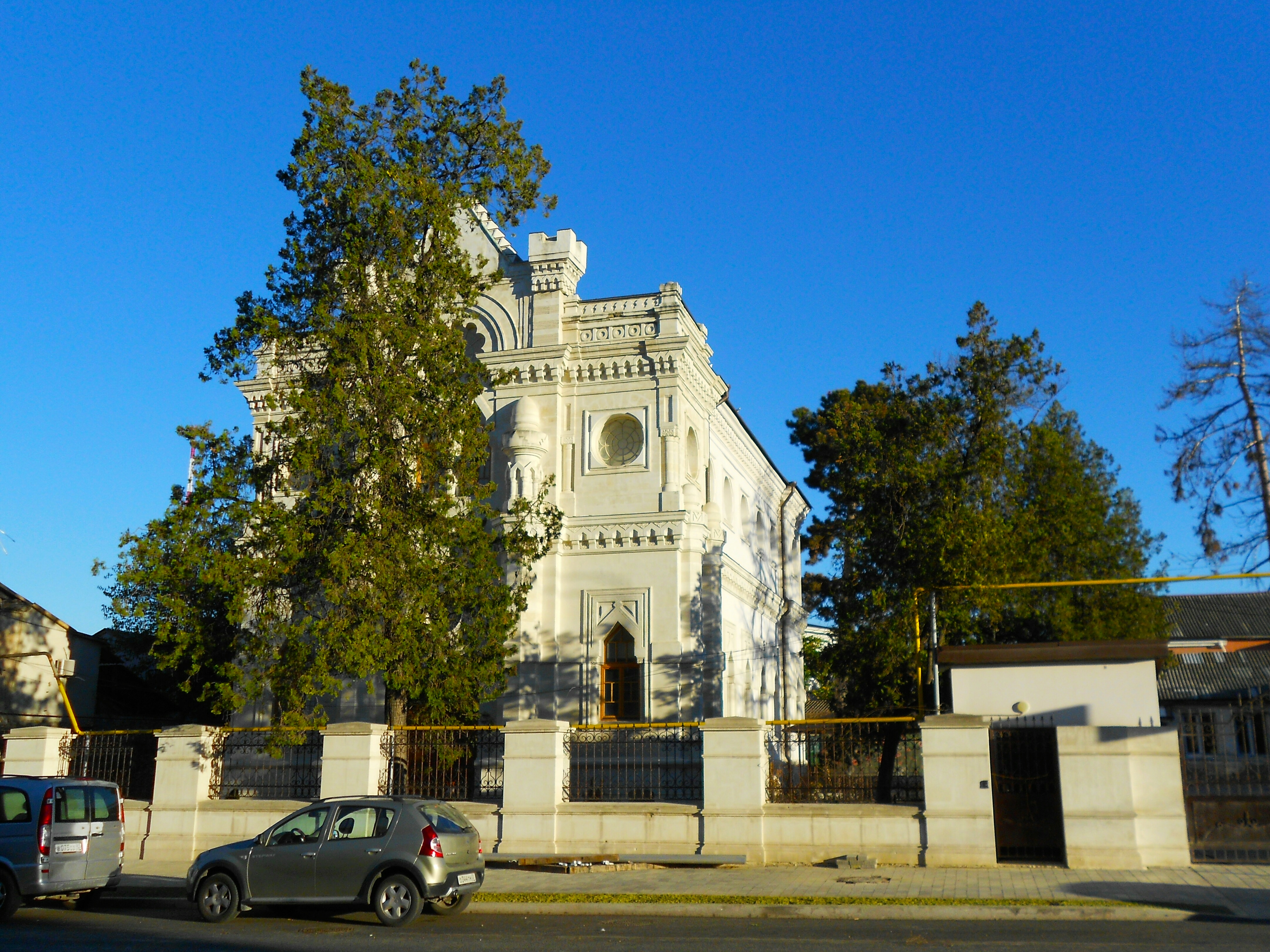
2023
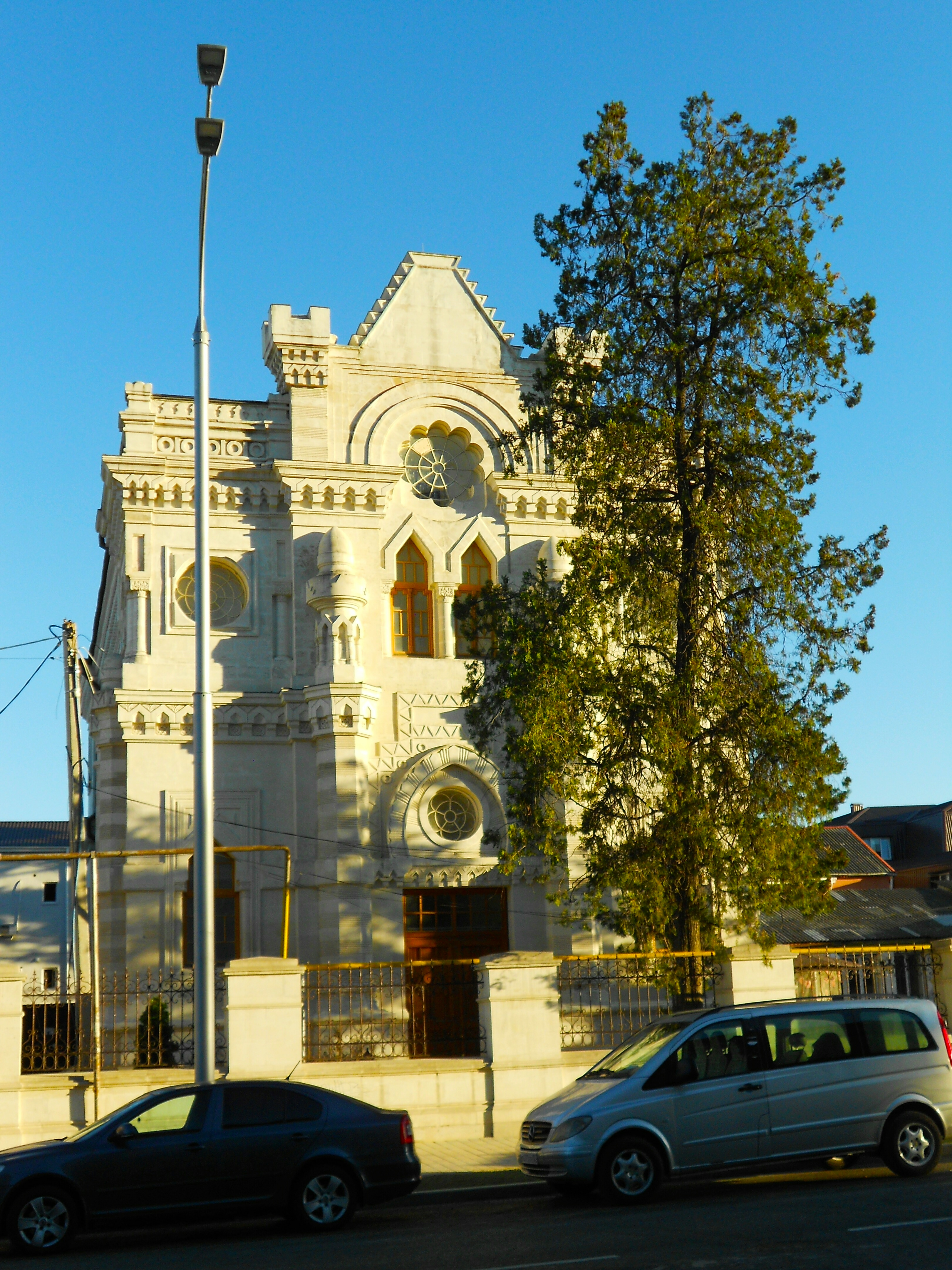
2023
Макет будівлі в парку «Крим в мініатюрі», Алушта